# Awing
Das Awing (auch awi, bambuluwe und mbwe’wi; ISO 639-3: azo) ist eine südbantoide Ngemba-Sprache, die von insgesamt 19.000 Personen in der Nordwestprovinz Kameruns im Zentrum der Ortschaft Awing-Bambaluwe gesprochen wird.
Awing ist verwandt mit Bafut [bfd], Bambili-Bambui [baw], Kpati [koc], Mendankwe-Nkwen [mfd], Ngemba [nge] und Pinyin [pny].